# Einzelbetriebserlaubnis
Die Einzelbetriebserlaubnis (EBE) ist eine Betriebserlaubnis für Einzelfahrzeuge.
Die EBE ist gemäß § 21 StVZO für die Zulassung von Fahrzeugen am öffentlichen Straßenverkehr in Deutschland in folgenden Beispielen nötig:
- einzeln gefertigte Fahrzeuge
- Fahrzeuge, die in Kleinserien produziert sind
- umfangreiche bauliche Veränderung von Fahrzeugen nach individuellen Vorstellungen
- Fahrzeuge, die aus dem Ausland ohne EG-Typgenehmigung importiert worden sind
- Fahrzeuge für besondere Einsatzzwecke mit Umbauten
- Fahrzeuge nach sieben Jahren Außerbetriebsetzung, sofern nicht die Übereinstimmungsbescheinigung, Datenbestätigung oder EBE vorgelegt werden kann (bzw. der alte Fahrzeugbrief)

Wenn das Gutachten positiv ausfällt, dann erteilt anschließend die Zulassungsstelle eine Einzelbetriebserlaubnis durch die Ausstellung des Fahrzeugscheins.